# Giorgio Demetrio Gallaro
Dom Giorgio Demetrio Gallaro (Pozzallo, 16 de janeiro 1948) é um arcebispo católico italiano, secretário emérito do Dicastério para as Igrejas Orientais desde 15 de fevereiro de 2023.

## Biografia
Nascido em Pozzallo (a mesma comuna onde nasceu Giorgio La Pira), dom Giorgio estudou nos Seminários de Noto e de Los Angeles e foi ordenado padre em 1972.
Seu ministério começou em várias paróquias de rito oriental dos Estados Unidos e em 1987 incardinou-se na eparquia melquita de Newton.
Em 31 de março de 2015 foi nomeado bispo de Piana degli Albanesi pelo Papa Francisco ; foi consagrado em 28 de junho seguinte pelo eparca de Lungro Donato Oliverio.